# 妖怪一年草
『妖怪一年草』（ばけものひととせぐさ）は、1808年（文化5年）山口屋藤兵衛（錦耕堂）から出版された、十返舎一九の作、勝川春英の画による草双紙である。喜多川月麿による摺付表紙がつけられた合巻仕立てのもの（東北大学附属図書館狩野文庫など）と、絵題簽表紙の黄表紙仕立てのもの（大東急記念文庫など）とが確認されている。
十返舎一九自身が寛政8年（1796年）に手がけた黄表紙『化物年中行状記』のリメイク作品である。

## 概要
人間世界の年中行事と似ているが価値観の違いによって内容が変わっていたりする妖怪（ばけもの）世界の様子という設定で、行事ごとに場面を区切って描写している。内容の錯誤や変転が主な笑いの要素である。
- 正月の挨拶は「ももんがア 化けましてよい春でございます」。門松ではなく柳を建てる。
- 穴見（あなみ）に出る。（花見のもじり）
- 四月に見越し入道の先祖「おさかさま」を祝う。（花祭りのおしゃかさまのもじり）
- 五月には軒ごとにいろいろな草を屋根にむさくるしくさして邪気を増すようにする。（端午の節句にショウブの葉を魔除けとしてさす行事からの逆発想）
- 見越し入道の木像を神輿にかついでまわる。（天王祭がモチーフ）
- お盆には先祖代々の幽霊たちが実際に逗留してゆくので出費が非常にかさむ。
- 闇見（やみみ）に遊ぶ。（月見のもじり、逆発想）
- 十月に貧乏神をまつる下卑須（げびす）講をおこなう（商家などで行われていた恵比須講がモチーフ）
- 節分の掛け声は「鬼はうち、金時はそと」と言いながら豆をまく。（坂田金時が初期の草双紙から妖怪を退治する存在として登場している事を踏まえたもの）